# تخمیر پس‌روده
تخمیر پس‌روده (به انگلیسی: Hindgut fermentation)، یک فرایند گوارشی است که در گیاه‌خواران تک‌معده‌ای، جانورانی با معده ساده و تک‌حفره‌ای دیده می‌شود. سلولز با کمک باکتری‌های هم‌زیست هضم می‌شود. تخمیر میکروبی در اندام‌های گوارشی که پس از روده کوچک وجود دارند رخ می‌دهد: روده بزرگ و کورروده. نمونه‌هایی از تخمیرکننده‌های پس‌روده عبارتند از فیل‌سانان و تک‌سم‌سانان پنجه‌بزرگ مانند اسب و کرگدن و همچنین جانوران کوچک مانند جوندگان، خرگوش‌ها و کوالاها. در مقابل، تخمیر پیش‌روده شکلی از هضم سلولز است که در نشخوارکنندگانی مانند گاوهایی که دارای معده چهاربخشی هستند، و همچنین در درازپایان، تنبل‌ها، برخی میمون‌ها و یک پرنده به نام هواتزین دیده می‌شود.

## جستارهای بیشتر
- تخمیر پیش‌روده
- نشخوارکنندگان